# Усман аль-Хамис
Усма́н ибн Муха́ммад аль-Хами́с (араб. عثمان بن محمد الخميس‎; род. 26 мая 1962, Эль-Кувейт, Кувейт) — кувейтский исламский учёный-богослов, имам, правовед, хадисовед и академик. Автор нескольких книг по фикху и вероубеждению.

## Биография

### Ранние годы и образование
Родился 26 мая 1962 года в Эль-Кувейте (Кувейт). Относится к племени Ан-Насир, от потомка Аль-Мисвара, последнего принца племени Бану Тамим. Получил своё начальное образование в школах Кувейта. Затем учился в Исламском университете имама Мухаммада ибн Сауда в Эр-Рияде (Саудовская Аравия), получил докторскую степень с отличием и сертификат магистра в области хадисов. Также получил докторскую степень в Университета короля Сауда. Защитил в магистратуре диссертацию в науке хадиса, по теме: «Хадисы, которые пришли о двух внуках пророка Мухаммеда — Хасана и Хусейна». Также получил докторскую степень доктора, защитив диссертацию «Китаб аль-Мураджаат» — критическое исследование с точки зрения науки хадисоведения. Как и прочие студенты, он проводил много времени в университете, посещал пляж, занимался спортом. Его знания английского языка в то время были на приемлемом уровне, однако он не планировал, что когда-либо будет использовать его для проповеди в Лондоне. Вернувшись в Кувейт, он женился в 1987 году.

## Должность
В 1989—1993 годах был муэдзином в мечети Аль-Хумайда в Мишрефе (Кувейт). В 1993—2004 годах был имамом то же мечети. Все началось с того, что мечеть осталась без имама. Начали искать кого нибудь, кто прочитал бы пятничную проповедь (хутба), но никто не вызвался. Тогда прихожане обратились к нему, потому что он был муэдзином, молился 5 раз в день.
Итак, он прочитал свою проповедь и возглавил молитву. Прихожанам проповедь пришлась по душе, и его сделали постоянным имамом.
Кроме пятничных проповедей, он преподаёт в университете, читает научные лекции для студентов. Пропагандирует изучение книги единобожия имама Мухаммада ибн Абдул-Ваххаба и Тафсира Ибн Касира, книг Ар-Руд аль-Мурабба и Манар ас-Сабиль в юриспруденции, Сахиха аль-Бухари и Сахиха Муслима, книг Умда Ханбали, и других.
В конце девяностых годов он широко прославился во время своих выступлений на телеканале аль-Мустакилла, транслирующий из Лондона. Тот канал был известен тем, что принимал у себя многих священнослужителей, которые исповедовали шиитскую доктрину.

## Взгляды
Аль-Хамис активно участвовал в дебатах, которые происходили между шиитами-двунадесятниками и суннитами на многих спутниковых станциях (ток-шоу, где обсуждались проблемы различий между исламскими сектами). Всегда представлял суннитскую сторону в дебатах на такие темы как подстрекательство к убийству третьего халифа Усмана ибн Аффана.
Часто его спрашивают, что он думает о роли средств массовой информации, частью которых он является в течение длительного времени. Считает ли он, что проповедники должны их активно использовать для распространения настоящего ислама. Он отвечает, что не думает, что это «настоящий ислам», но это большая его часть. Приводит пример того, как он сейчас проводит время перед камерами в мечети, проповедуя для ста или двухсот человек. Посредством телевизионных программ проповедь распространяется не менее чем на 200—300 тысяч человек.
Считает, что правоверный мусульманин обязан поддерживать религиозные медиа-каналы: «Если какой-либо мусульманин хочет получить большую награду, он может поддержать такие аутентичные исламские каналы и программы, спонсируя проповедь или несколько проповедей, или спонсируя программу в течение года и дольше».
Он считает, что многие, имеющие деньги, бизнесмены и энтузиасты готовы использовать их на благое дело. Призывает таких людей обращаться к командам управления исламских каналов.
Когда его попросили назвать благословение, которое, по его мнению, было особенным за все годы распространения послания ислама, он сказал, что не сможет перечислить все многочисленные благословения Аллаха. Например, одно из недавних благословений было, когда после 40-50 минут разговора по телефону с плачущей женщиной (которая жаловалась на своего мужа) удалось их примирить. Позже от женщины пришло сообщение: «По милости Аллаха, благодаря тебе сейчас все в порядке».
Он подтвердил, что большое количество шиитов-двунадесятников начали переходить в общину суннитов. В своей лекции, которую он прочитал в «Ахадии» Мухаммада аль-Джабра ар-Рашида в Эр-Рияде, озвучил следующие цифры: «Число шиитов, которые обратились в сунниты в Кувейте, достигло 400, в Саудовской Аравии — 4000 человек, в Бахрейне — 700 человек. В Ахвазе тысячи шиитов обратились в суннитов и христиан. В Иране (в Тегеране и Куме) десятки шиитов обратились в суннитов, и есть сотни иракцев, которые обратились в христианство, но не выявили себя, опасаясь убийств и террористических актов». Что касается тех, кто обратился в не выявивших себя суннитов, он сказал: «Их число превысило три тысячи человек в Саудовской Аравии, четыреста человек в Кувейте, одну тысячу двести человек в Бахрейне и тысячи в Ахвазе». И добавил: «Это основано на последних проверенных статистических данных, которые мы имеем в сотрудничестве с проповедниками в Саудовской Аравии, Бахрейне и странах Персидского залива».

## Его учителя
- Абдул-Азиз ибн Баз
- Мухаммад аль-Усеймин
- Назим аль-Мисбах
- Ибрахим аль-Лахим
- Насир Хумайд
- Али аль-Яхья
- Абдулла аль-Джуайсан
- Салих аль-Майян
- Али Джума
- Мухаммад аль-Муршид
- Хамуд аль-Акла аш-Шуайби.

## Личная жизнь
Женат и имеет четверо детей: Фатима, Абу Мухаммад, Абдуррахман и Салих (Анис).
Работает около 8-9 часов в день. Примерно четыре дня в неделю по полтора часа он проводит в спортзале. Он признает — раньше он был лучше подготовлен, потому что играл 7 дней в неделю по 2-3 часа каждый день. Играл в профессиональный сквош и принимал участие в двух турнирах по сквошу в Западной провинции. Также профессионально играл в настольный теннис и бадминтон. Продолжая описывать свой распорядок дня, он говорит, что после возвращения домой из спортзала принимает душ, ест и готовится к своим лекциям и проповедям.
Часто на занятиях читает лекции по разным книгам, например, таким как Сахих аль-Бухари. После этого возвращается домой и проводит время с детьми и женой.
Комментируя свой график, который кажется довольно загруженным, сказал, что чувствует, что он все ещё недостаточно плотный. Он признает, что проводит мало времени с друзьями, но старается большую часть своего личного времени проводить с женой и детьми

## Труды
Написал много книг, но наиболее важными из них являются книга «Эпоха истории» и книга «Подозрения и опровержения», завоевавшие восхищение богословов во всем мире, а также книга «Когда засияет твой свет, о, ожидающий?». Шиитские учёные усердно критикуют его работы, особенно описание битвы при Кербеле, но это лучшие книги из тех, что он сочинил на протяжении своей жизни.
Также провёл множество успешных дебатов, наиболее важными из которых являются независимые дебаты, сопровождаемые Джафаром ас-Садиком, а также частные дебаты с самыми известными в Государстве Кувейт имамами, шиитскими шейхами. Количество его аудиоматериалов на YouTube достигло почти 1500 статей.